# Xugezhuang
Xugezhuang ist ein ehemaliges Dorf (chinesisch 胥各莊 / 胥各庄, Pinyin Xūgèzhuāng) und eine moderne Großgemeinde (胥各庄)(镇), (Xūgèzhuāng Zhèn) im Fengnan-Distrikt in Hebei, China.
Der Ort war einer der Endpunkte der zweiten Eisenbahn, die nach der Wusung-Bahn in Shanghai gebaut wurde. Der knapp 9 km lange Kaiping Tramway wurde 1881 in Betrieb genommen und verlief von den Bergwerken bei Tangshan nach Xugezhuang (damals Hsuokochuang). Dort gab es eine Kanalverbindung nach Lutai und damit an das Flussnetzwerk zwischen Peking und Tianjin.